# La strada delle anime perse
La strada delle anime perse  (titolo originale: Shark Music) è un thriller della scrittrice statunitense Carol O'Connell pubblicato nel 2007.
Il libro è stato tradotto in Italiano, tedesco, francese e giapponese; in Italia è stato edito per la prima volta da Piemme nel 2009.

## Edizioni in italiano
- Carol OʼConnell, La strada delle anime perse, trad. di Maria Clara Pasetti, Piemme, Casale Monferrato 2009 ISBN 978-88-384-7646-4
- Carol OʼConnell, La strada delle anime perse, traduzione di Maria Clara Pasetti, Maestri del thriller 106; Piemme, Casale Monferrato 2010 ISBN 978-88-566-1252-3
- Carol OʼConnell, La strada delle anime perse, traduzione di Maria Clara Pasetti, Bestseller 338; Piemme, Milano 2012 ISBN 978-88-566-2604-9